# Esko Kulovaara
Esko Alpo Uolevi Kulovaara, född 28 augusti 1915 i Björkö, död 16 april 2009, var en finländsk ämbetsman. 
Kulovaara som var son till folkskollärare Urho Albinus Kulovaara och folkskollärare Toini Maininki, blev student 1934, avlade högre rättsexamen 1942, blev juris kandidat 1944, vicehäradshövding 1945 och juris licentiat 1948. Han blev avdelningssekreterare vid inrikesministeriet 1945, byråchef vid delegationen för krigsskadeståndsindustrin 1945, var generalsekreterare vid pris- och lönerådet 1946–1950, tillförordnad föredragande vid statsrådet 1946–1951, tillförordnad medlare i arbetstvister 1947–1949, sekreterare i statsutskottet 1949–1954, generaldirektör vid Arava 1955–1957 och landshövding i Åbo och Björneborgs län 1957–1971.